# Dzień Martina Luthera Kinga
Dzień Martina Luthera Kinga – święto federalne w Stanach Zjednoczonych, upamiętniające laureata Pokojowej Nagrody Nobla, Martina Luthera Kinga. Wypada ono w trzeci poniedziałek stycznia.
Pierwsze starania o ustanowienie nowego święta podjęto już cztery dni po zamachu, kiedy to członek Izby Reprezentantów John Conyers złożył projekt uchwały w izbie niższej. Już od początku lat siedemdziesiątych 15 stycznia był nieoficjalnie obchodzony jako upamiętnienie pastora w stanach północnych. W 1983 roku, na zgromadzeniu przed pomnikiem Lincolna, Stevie Wonder wykonał piosenkę „Happy Birthday”, która stała się manifestem ustanowienia dnia Kinga. Dzięki koalicji wielu środowisk społeczno-politycznych, zebrano sześć milionów podpisów pod petycją i trafiła ona do spikera izby niższej Tipa O’Neilla. Mimo to sprawa napotkała poważne trudności, gdyż senator Jesse Helms zarzucał Kingowi nieodpowiednie prowadzenie się oraz współpracę ze środowiskami komunistycznymi. W obronie pastora wystąpił Edward Kennedy, który twierdził, że żaden z członków ruchu praw człowieka nie miał powiązań z partią komunistyczną, a relacje zmarłego z kobietami nie powinny być przedmiotem debaty publicznej. 15 stycznia 1983 roku odbyła się stutysięczna demonstracja domagająca się ustanowienia nowego święta. W sierpniu Izba Reprezentantów przegłosowała wniosek stosunkiem głosów 338:90, a dwa miesiące później zrobił to Senat (78:22). 2 listopada Ronald Reagan podpisał Public Law 98–144. Dzień Martina Luthera Kinga obchodzony jest w trzeci poniedziałek stycznia.